# ポルト・ヴィーロ
ポルト・ヴィーロ（伊: Porto Viro）は、イタリア共和国ヴェネト州ロヴィーゴ県にある、人口約14,000人の基礎自治体（コムーネ）。
1995年1月1日に、コンタリーナとドナダが合併して発足した。

## 地理

### 位置・広がり

#### 隣接コムーネ
隣接するコムーネは以下の通り。
- ロレーオ
- ポルト・トッレ
- ロゾリーナ
- ターリオ・ディ・ポー

### 気候分類・地震分類
ポルト・ヴィーロにおけるイタリアの気候分類 (it) および度日は、zona E, 2276 GGである。
また、イタリアの地震リスク階級 (it) では、zona 3 (sismicità bassa) に分類される。

## 行政

### 分離集落
ポルト・ヴィーロには、以下の分離集落（フラツィオーネ）がある。
- Ca' Cappellino, Ca' Cappello, Porto Levante, Villaregia (vedi sezione)

## 人物

### 主な出身者
- ヴィゴール・ボボレンタ - バレーボール選手

## 姉妹都市
- マンガリア(Mangalia)、ルーマニア